# Hożka
Hożka – dawny folwark na Białorusi, w obwodzie grodzieńskim, w rejonie grodzieńskim, w sielsowiecie Sopoćkinie.
W dwudziestoleciu międzywojennym folwark leżał w Polsce, w województwie białostockim, w powiecie grodzieńskim, w gminie Hoża. 
Według Powszechnego Spisu Ludności z 1921 roku ówczesny folwark zamieszkiwały 3 osoby, wszystkie były wyznania rzymskokatolickiego i zadeklarowały polską przynależność narodową. Były tu 1 budynek mieszkalny.
Miejscowość należała do parafii świętych apostołów Piotra i Pawła w Hoży. Podlegała pod Sąd Grodzki i Okręgowy w Grodnie; najbliższy urząd pocztowy także mieścił się w Grodnie.